# Edwin Luntley
Edwin Luntley (28 aprile 1857 – 1º agosto 1921) è stato un calciatore inglese, di ruolo difensore.

## Carriera
Conta due presenze con la Nazionale inglese, con cui ha esordito nel 1880.